# Aplocheilichthys atripinna
Aplocheilichthys atripinna és una espècie de peix pertanyent a la família dels pecílids.

## Descripció
- Pot arribar a fer 3,5 cm de llargària màxima.[5][6]

## Hàbitat
És un peix d'aigua dolça, bentopelàgic i de clima tropical.

## Distribució geogràfica
Es troba a Àfrica: Tanzània.

## Observacions
És inofensiu per als humans.